# Demografia Rosji
Według wstępnych danych Federalnej Służby Statystyki Państwowej na styczeń 2013 liczba stałych mieszkańców Rosji wyniosła 143 369 806, gęstość zaludnienia 8,39 os./km² (2013), a udział mieszkańców miast w ogólnej liczbie ludności – 74,03%.
W styczniu 2012 wskaźnik przyrostu naturalnego wyniósł 0,06, jednak według Urzędu Statystycznego w okresie od stycznia do grudnia 2012 nastąpił spadek liczby ludności, a wskaźnik przyrostu naturalnego był równy 0,02 na 1000 mieszkańców.

## Migracje historyczne
Czynnikiem decydującym zasiedlania terytorium Rosji była ekspansja polityczna państwa rosyjskiego i będąca jej konsekwencją ekspansja migracyjna. Już od VIII w. n.e. tereny Rosji Centralnej (dzisiejsze regiony: Centralny, Centralno-Czarnoziemny i Wołżańsko-Wiacki) zasiedlane było przez Słowian. Po wojnach mongolsko-tatarskich w XIII w. powstało tam nowe centrum ziem ruskich z głównym ośrodkiem, Moskwą. W XV-XIX w. powierzchnia kraju zwiększyła się dziesięciokrotnie. Na początku XX w. Imperium Rosyjskie obejmowało już ponad 22 mln km² i tak było aż do rozpadu Związku Socjalistycznych Republik Radzieckich.
Z powodu słabych pod względem rolniczym ziem Centralnej Rosji ludność zmuszona była migrować. Ekspansja kierowała się przede wszystkim na słabo zaludnione ziemie wschodnie. W XVI w. osadnictwo rosyjskie przekroczyło Wołgę oraz Ural, co otworzyło drogę do opanowania Syberii.
W kierunku południowym kolonizacja rosyjska posuwała się w głąb strefy stepowej. Już w XVII w. przekroczyła ona obecne granice Rosji, wchodząc na ziemie dzisiejszej Ukrainy oraz do przedgórzy Kaukazu. W drugiej połowie XIX w. zasiedlono obszary wzdłuż Amuru i Ussuri, przejęte od Chin w 1860. Budowa kolei transsyberyjskiej na przełomie XIX i XX w. spowodowała migrację kilku milionów ludzi na urodzajne stepowe ziemie południowej części Niziny Zachodniosyberyjskiej i Pogórza Kazachskiego.

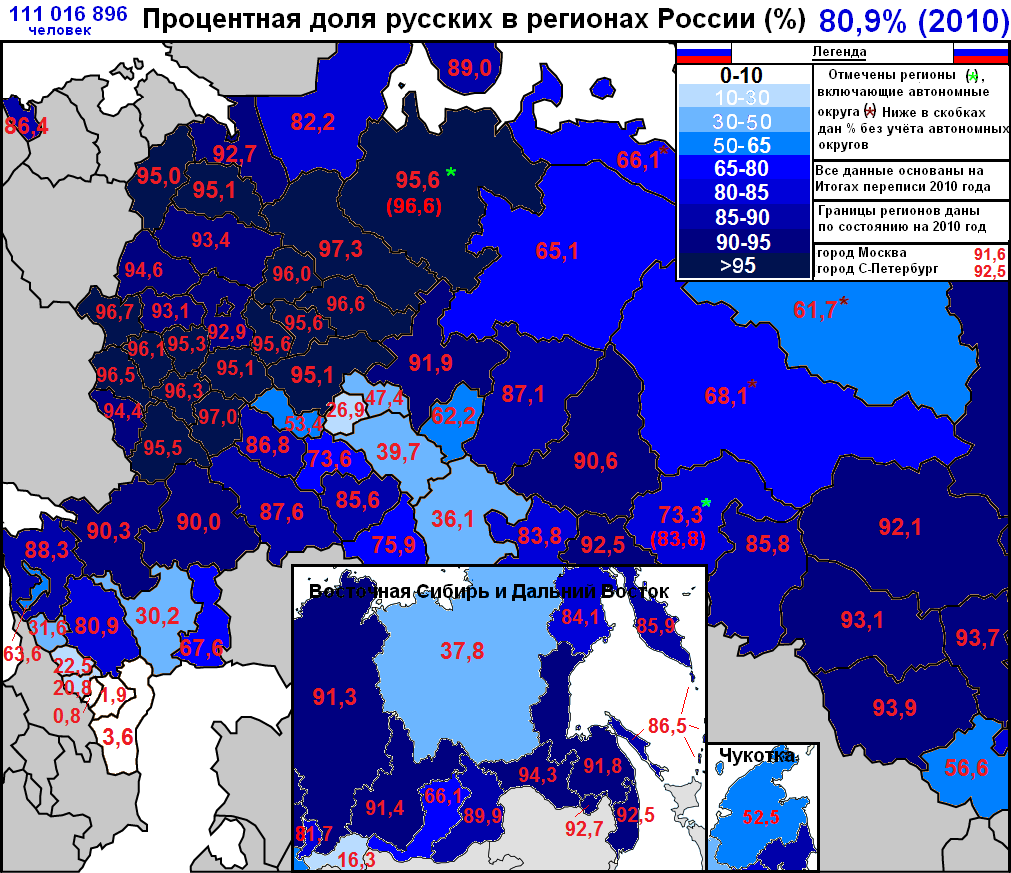
Procentowy udział Rosjan w poszczególnych regionach Rosji

W okresie istnienia ZSRR rozmieszczenie ludności zmieniło się przede wszystkim w wyniku powstania nowych ośrodków miejsko-przemysłowych. Ośrodki te tworzone były na bazie osadnictwa przymusowego w bezludnych okręgach polarnych. Większość z nich powstała w okresie stalinowskim. W latach 30. XX w. powstały one głównie dzięki wydobyciu surowców mineralnych: Norylsk (rudy niklu i miedzi), Murmańsk (fosforyty i port), Peczora (węgiel), zgrupowanie osiedli w górnej części dorzecza Kołymy (złoto). Dopiero w połowie lat 50. uzyskały charakter normalnych miast. W latach 60. powstały skupiska ludności w północnej części Niziny Zachodniosyberyjskiej, w rejonach eksploatacji ropy naftowej i gazu ziemnego oraz w zachodniej Jakucji, gdzie wydobywano diamenty. Całkowitym bezludziem pozostaje do dziś północna część półwyspu Tajmyr oraz archipelagi Ziemi Północnej i Ziemi Franciszka Józefa, gdzie istnieją tylko stacje polarne ze zmieniającymi się załogami.
Po II wojnie światowej zasiedlono od nowa terytoria włączone do Federacji Rosyjskiej, których poprzedni mieszkańcy zostali wysiedleni albo opuścili je sami: północna część Prus Wschodnich (obwód królewiecki), rejony przejęte od Finlandii oraz południowa część Sachalinu i Wyspy Kurylskie.

## Rozmieszczenie ludności
Rozmieszczenie ludności Rosji jest bardzo nierównomierne. Średnia gęstość zaludnienia Rosji wynosi 8 osób/km². Ze względu na trudne warunki klimatyczne obszarów północnych prawie 95% ludności Rosji zamieszkuje południową część kraju, tereny leżące na południe od linii biegnącej od jeziora Ładoga przez górną Kamę, środkowy Ob, północny kraniec Bajkału, Góry Stanowe do Morza Ochockiego. Na kontynencie europejskim obejmującym ok. 25% terytorium Rosji zamieszkuje 78% ogółu ludności. Ponad połowa ludności Rosji koncentruje się na obszarze zajmującym ok. 13% powierzchni kraju, ograniczonym od wschodu i północy przez rzekę Wołgę oraz linię kolejową Moskwa–Petersburg. W północno-wschodniej części europejskiej Rosji, w dorzeczu Dwiny i Peczory, gęstość zaludnienia spada poniżej 1 osoby/km². Bardzo duża koncentracja ludności o charakterze przemysłowym znajduje się po obu stronach gór Uralu. Na wielkich obszarach tajgi i tundry, rozciągających się na północ od tego pasa, gęstość zaludnienia jest bardzo mała i wynosi 1-2 osoby/km². Na olbrzymich pustych obszarach rozrzucone są rejony górniczo-przemysłowe, powstałe w ciągu ostatnich kilkudziesięciu lat.

## Przyrost naturalny

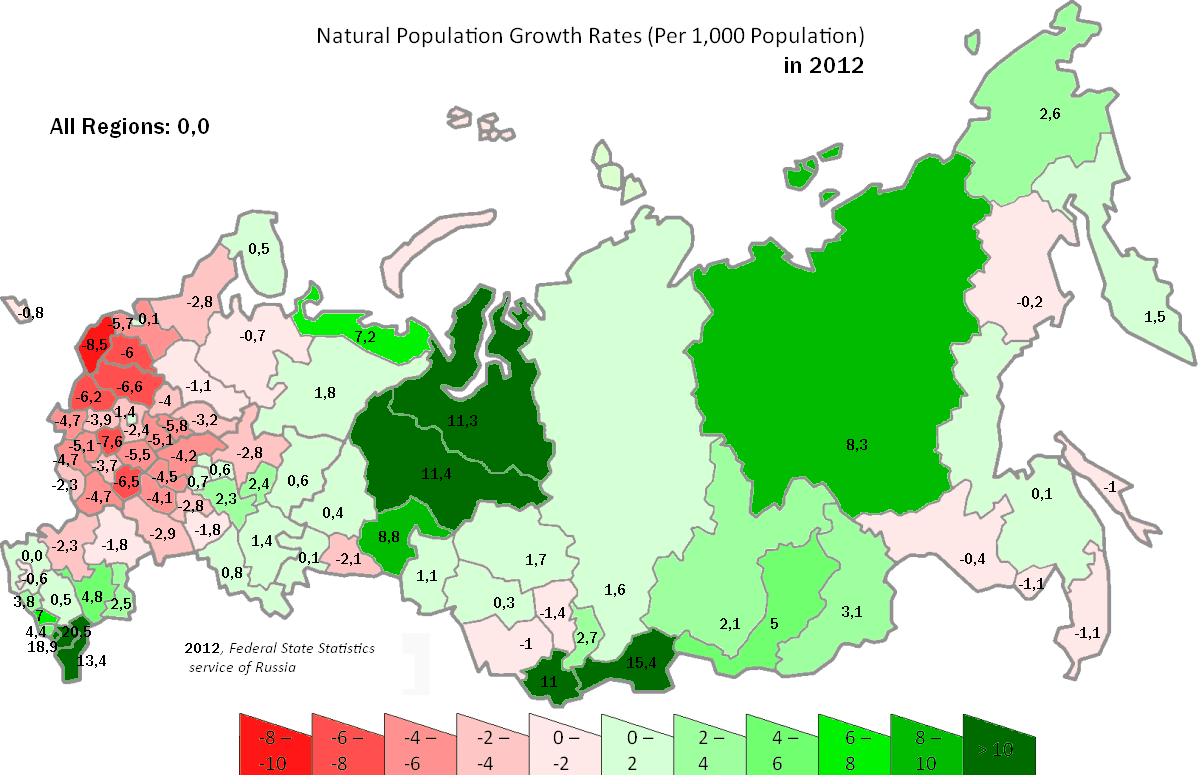
Przyrost naturalny w poszczególnych regionach Rosji

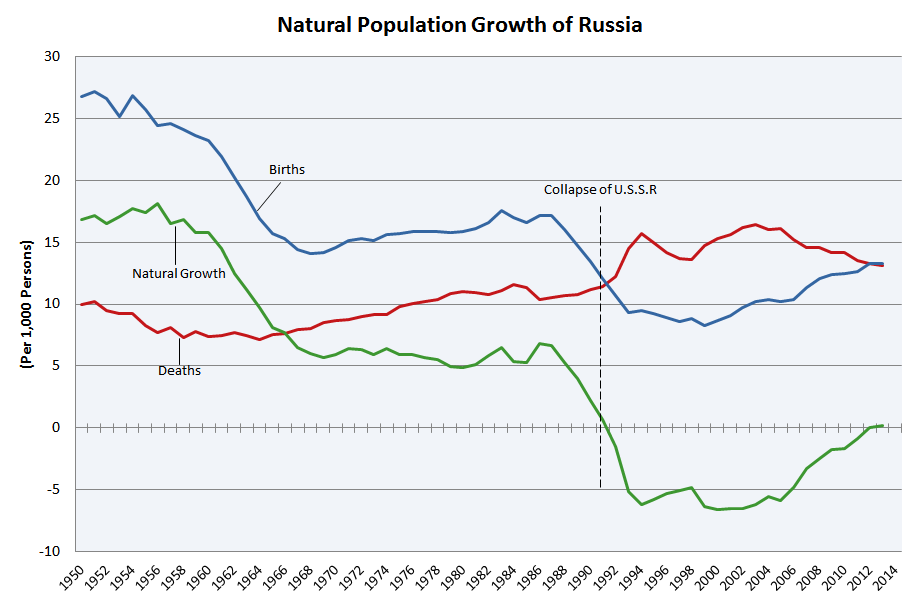
Przyrost naturalny w Rosji od 1950

Pod koniec XIX w. stopa urodzeń wynosiła 48‰, a zgonów aż 35‰, co było wynikiem masowej śmiertelności ludności, zwłaszcza na wsi. Po katastrofach demograficznych okresu stalinowskiego i II wojny światowej przyrost naturalny ludności Rosji był stosunkowo wysoki w porównaniu z resztą Europy i na przykład w 1960 osiągnął 15,8‰. W późniejszych latach nastąpił jednak postępujący spadek przyrostu. Od 1991 liczba zgonów przewyższa w Rosji liczbę urodzeń. Na to zjawisko złożyły się takie czynniki, jak ogólna stagnacja gospodarcza, nadmierne zatrudnianie kobiet, trudności mieszkaniowe. Dodatkowymi przyczynami rosyjskiego kryzysu demograficznego są: wysoka śmiertelność niemowląt (15‰), deficyt środków medycznych i lekarstw, skażenia chemiczne, podwyższona radioaktywność i aborcje. Przyrost naturalny spadł z 2,3‰ w 1990 do -5,l‰ w 2002, jednak od tej pory stopniowo wzrasta. Według danych Rosstatu w 2009 wskaźnik przyrostu naturalnego w Rosji wyniósł 1,61. Na tym tle wyróżniają się jedynie rejony zamieszkane przez ludność muzułmańską lub ludy azjatyckie, których wspomniany kryzys faktycznie nie dotknął.

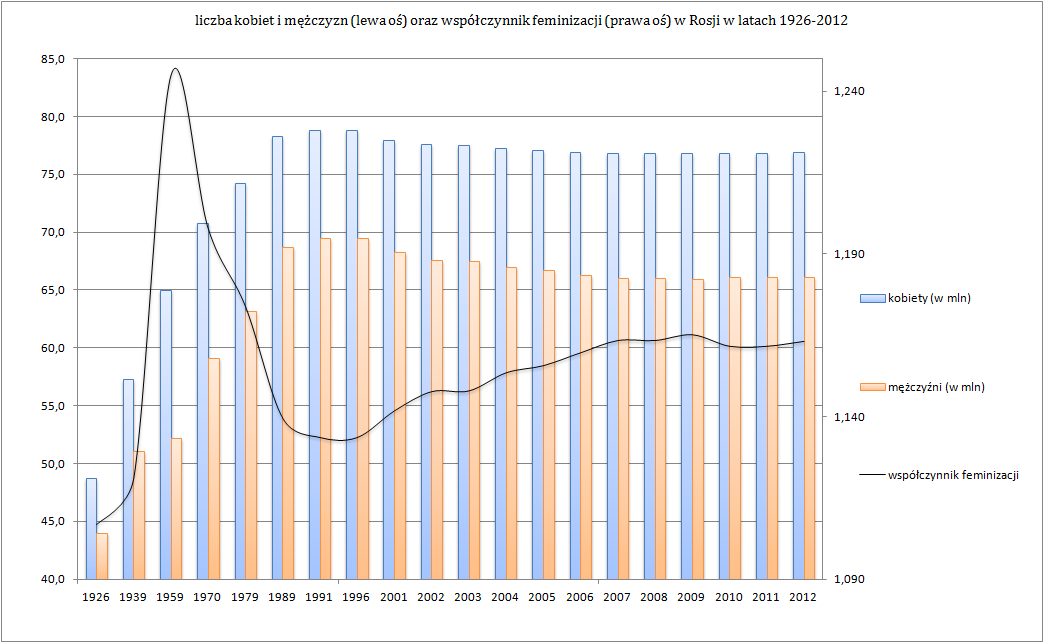
Liczba kobiet i mężczyzn oraz współczynnik feminizacji w Rosji w latach 1926-2012; źródło: opracowanie własne na podstawie danych z Rosstatu

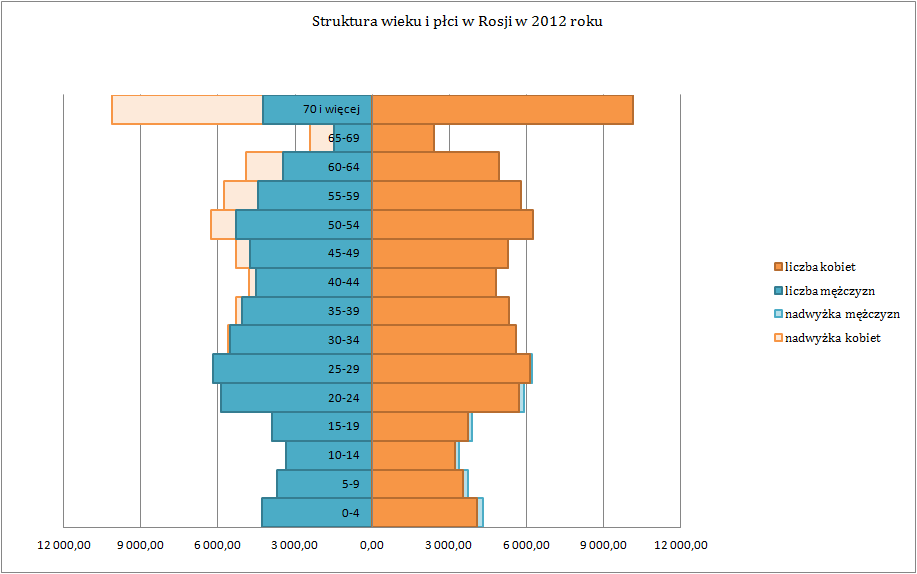
Struktura wieku i płci Rosjan w 2012; źródło: opracowanie własne na podstawie danych z Rosstatu

## Struktura wieku i płci
Struktura ludności według płci w Rosji charakteryzuje się przewagą liczebności kobiet. Największy stosunek liczby kobiet do liczby mężczyzn wystąpił na początku lat 60., wynosił on wówczas 1,24. Według danych Rosstatu z 2012 współczynnik feminizacji społeczeństwa rosyjskiego wynosił 1,16.
Piramida wieku i płci ludności Rosji ma charakter stacjonarny. W latach 50. oraz 80. nastąpił w kraju wyż demograficzny. Wyż obserwowany w XX wieku jest znacznie niższy niż poprzednie. Dla społeczeństwa Rosji charakterystyczna jest duża przewaga liczebna kobiet nad mężczyznami po 40. roku życia.

## Mniejszości narodowe i etniczne
W Rosji mniejszości narodowe stanowią 20% ogółu społeczeństwa, a ich liczebność wynosi 29 mln osób. Można je podzielić na dwie grupy:
- żyjące w poszczególnych regionach ludy rdzenne, tworzące „wyspy etniczne” w otoczeniu rosyjskim
- imigranci (Ukraińcy, Żydzi, Ormianie i inni) przemieszani z Rosjanami

Wybrane mniejszości narodowe i ich rozmieszczenie:
- Tatarzy (5,5 mln) i Baszkirzy (1,35 mln) – Powołże i sąsiednie obszary
- Czuwasze (1,8 mln), Mordwini (1,1 mln), Udmurci (720 tys.), Maryjczycy (640 tys.) – na północ od Powołża
- Czeczeni (900 tys.), Kabardyjczycy (390 tys.), Ingusze (220 tys.) i 10 narodowości określanych jako ludy Dagestanu (1,75 mln) – rejon Północnokaukaski
- Komiacy (340 tys.) i Karelowie (125 tys.) – północna część europejska Rosji
- ponad innych 30 narodowości, m.in. Buriaci (420 tys.), Jakuci (380 tys.), Tuwińcy (210 tys.), Chakasi, Ałtajczycy, Nieńcy (zwani Samojedami), Ewenkowie – Syberia i Daleka Północ Rosji

Najliczniejszą mniejszością napływową w Rosji są Ukraińcy (4,3 mln) i Białorusini (1,2 mln). Natomiast liczba ludności pochodzenia polskiego wynosi ok. 47 tys. osób.